# 525
Het jaar 525 is het 25e jaar in de 6e eeuw volgens de christelijke jaartelling.

## Gebeurtenissen

### Brittannië
- Het koninkrijk Bernicia (huidige Noord-Oost Engeland) wordt gesticht door de Angelen. De Schotten (Scotti) migreren van het noordoosten van Ierland naar het westen van Brittannië. (waarschijnlijke datum)

### Europa
- Slag aan de Rijn: Een Friese koning van wie de naam niet is overgeleverd, verslaat aan de monding van de Rijn met zijn leger de Deense of Zweedse indringers, die worden aangevoerd door koning Hygelac.
- April - Koning Theodorik de Grote stuurt paus Johannes I naar Constantinopel om tevergeefs te onderhandelen over het keizerlijke edict van Justinus I. Hierin wordt het arianisme als staatsreligie veroordeeld.
- Theodorik raakt in conflict met keizer Justinus I en laat Boëthius, die hem vele jaren trouw gediend heeft, in Pavia executeren.
- Justinianus trouwt met Theodora.

### Arabië
- Het koninkrijk van Aksum (Ethiopië) valt met een expeditieleger Jemen binnen. Koning Yūsuf Dhū Nuwas wordt verdreven en het christendom hersteld.

### Azië
- De Perzen onder Kavad I vallen Iberië binnen, nadat deze staat van Perzische naar Byzantijnse protectie is overgegaan. De Perzen annexeren Iberië en dwingen de bevolking tot bekering tot zoroastrisme.

## Religie
- Dionysius Exiguus berekent dat de geboorte van Christus op 25 december van het jaar 753 ab urbe condita zou hebben plaatsgevonden. Hij maakt daarmee echter een rekenfout.[1]
- Het Kleed van Edessa wordt ontdekt tijdens herstelwerkzaamheden, nadat Edessa door een grote overstroming is getroffen.

## Geboren
- Greorgius I, patriarch van Antiochië (waarschijnlijke datum)
- Justinus, Byzantijns consul en generaal (waarschijnlijke datum)
- Leovigild, koning van de Visigoten (waarschijnlijke datum)

## Overleden
- Boëthius, Romeins filosoof en schrijver (waarschijnlijke datum)
- Vital van Gaza, Egyptisch monnik (waarschijnlijke datum)